# 리베카 데 모네이
리베카 더모네이(Rebecca De Mornay, 1959년 8월 29일 ~ )는 미국의 배우이다.

## 출연 작품

### 영화
- 요람을 흔드는 손 (1992)
- 삼총사 (1998)
- 아이덴티티 (2003)
- 플립 (2010) - 팻시 로스키 역
- 아메리칸 파이: 19금 동창회 (2012)